# Abito nuziale di Lady Diana Spencer
L'abito nuziale di Lady Diana Spencer fu indossato dalla futura principessa di Galles, il giorno del suo matrimonio con il principe Carlo il 29 luglio 1981 presso la Cattedrale di San Paolo. L'abito di Lady Diana era fatto di taffetà di pura seta color avorio, adornato da autentici pizzi antichi e con uno strascico di 7,62 metri, valutato all'epoca per circa 9000 euro odierni. È diventato uno degli abiti più famosi del mondo, ed è considerato uno dei segreti più strettamente custoditi nella storia della moda.

## Design
L'abito di Lady Diana fu disegnato dalla giovane coppia di stilisti David ed Elizabeth Emanuel, che lo descrissero come "un abito destinato a passare alla storia, ma creato secondo il gusto di Diana", e "adeguatamente drammatico, al fine di fare una buona impressione".
Diana aveva personalmente scelto gli Emanuel per la realizzazione del proprio abito da sposa dopo essersi innamorata di una blusa di chiffon che i due stilisti avevano disegnato per il servizio di fotografie ufficiali con Antony Armstrong-Jones. Il taffetà di seta ricamata era stato realizzato da Stephen Walters della Suffolk. Nella realizzazione del vestito, i coniugi Emanuel avevano consultato Maureen Baker, che aveva realizzato l'abito nuziale della principessa Anna. Per via del lunghissimo strascico del vestito, il padre di Diana trovò alcune difficoltà a farlo entrare nel mezzo con cui avrebbe accompagnato la figlia alla cattedrale, la famosa carrozza di vetro.
La realizzazione del vestito incontrò non poche difficoltà, dato che Diana, a causa della sempre crescente pressione mediatica e ai primi sintomi del sospetto rapporto di Carlo con Camilla Parker-Bowles, aveva iniziato a soffrire di violenti attacchi di bulimia, passando da una taglia 46 ad una 42 solo pochi giorni prima del matrimonio. 
Anche la sarta era preoccupata della sua repentina perdita di peso e di come l'abito avrebbe potuto non caderle più come doveva.
La tradizionale tecnica di realizzazione dei merletti di Carrickmacross, adottata nel 1981 per l'abito di Lady Diana, fu in seguito riutilizzata per l'abito indossato da Kate Middleton in occasione del suo matrimonio con il principe William, primogenito della principessa di Galles. L'abito era anche decorato con ricami fatti a mano, paillettes, e 10.000 perle. 
Un autore, parlando del vestito, lo descrisse come "una crinolina, un simbolo di sessualità e grandiosità, una meringa decorata con perle e paillettes".

## Ricezione e influenza
Dopo il matrimonio, furono diverse le future spose che chiesero un abito identico a quello indossato da Lady Diana, ma furono innumerevoli quelle che invece ispirarono le proprie richieste ad alcuni precisi particolari dell'abito della principessa di Galles, come le maniche a sbuffo, la gonna ampia e i "tessuti morbidi al tatto".
Anche quando lo stile dell'abito realizzato dagli Emanuel passò di moda, molti continuarono a considerarlo un "classico intramontabile" ("gold standard") tra gli abiti nuziali. Questi continui apprezzamenti nei confronti dell'abito però non furono universali: nel 2004, una rivista matrimoniale lo ha descritto come "troppo vestito, troppo poco principessa."
Nel 2011, Elizabeth Emanuel ha dichiarato di come ancora riceva richieste per copie dell'abito di Diana. Copie realizzate da altri sarti nel 1981 erano invece disponibili "entro poche ore" dal matrimonio.
Nel 2006, gli Emanuel hanno scritto il libro A Dress for Diana (ISBN 1-86205-749-4), poi pubblicato nel marzo 2011, in anticipo rispetto al Matrimonio del principe William, duca di Cambridge, e Catherine Middleton. Nel libro viene descritta con dovizia di particolari la creazione dell'abito e di tutti i suoi componenti, dalle scarpette al parasole in caso di pioggia, dalle sottogonne al bouquet.
L'abito è stato per molti anni il pezzo forte della mostra itinerante "Diana: A Celebration": solitamente rimane però solo il tempo necessario allo svolgimento della mostra. Normalmente è infatti esposto a Northampton, presso la Althorp House, casa d'infanzia di Lady Diana.